# Cappel (Wurster Nordseeküste)
Cappel (niederdeutsch Cappel) ist eine Ortschaft der Gemeinde Wurster Nordseeküste im niedersächsischen Landkreis Cuxhaven.

## Geografie

### Lage
Cappel liegt in der Landschaft Land Wursten nördlich von Dorum in Sichtweite zur Nordseeküste. Durch die Ortschaft verläuft die Bahnstrecke Bremerhaven–Cuxhaven.

### Nachbarorte
| Nordholz – Ortsteil Cappel-Neufeld | Nordholz – Ortsteil Spieka-Neufeld          | Nordholz – Ortsteil Spieka |
|                                    | Kompassrose, die auf Nachbargemeinden zeigt |                            |
|                                    | Dorum                                       | Midlum                     |

(Quelle:)

## Geschichte

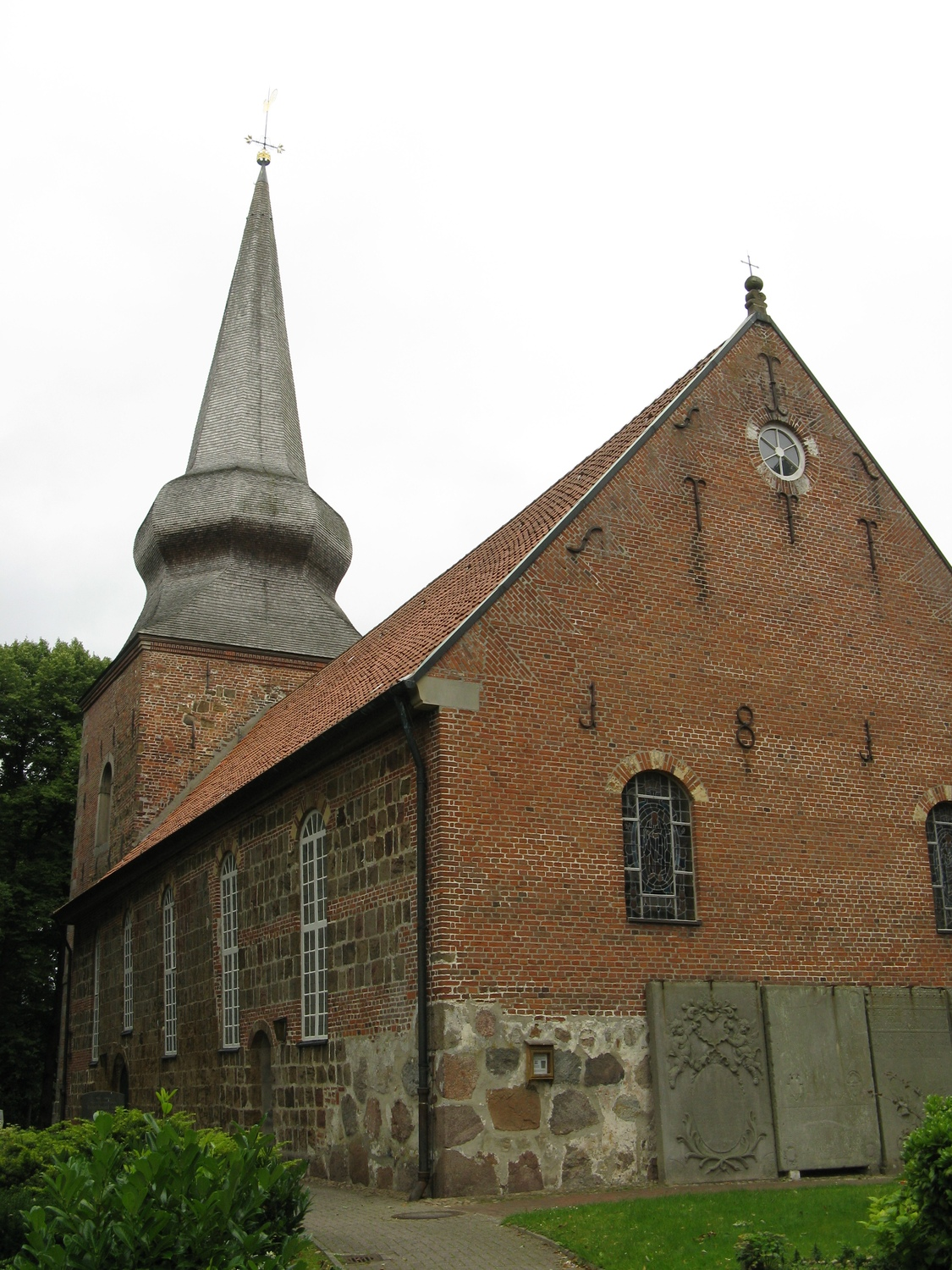
St.-Peter-und-Paul-Kirche

Das Gebiet von Cappel wurde wie das ganze Land Wursten seit dem 8. Jahrhundert von Friesen besiedelt, nachdem die Sachsen das Gebiet verlassen hatten.
Die Peter-und-Paul-Kirche zu Cappel wurde 1198 von Zisterziensern gegründet. Der Ortsname bezieht sich auf die Kirche bzw. die Kapelle und bedeutet „bei der Kapelle, bei der Kirche“. 1483 wurde die alte Bezeichnung to der Cappel genannt.

### Eingemeindungen
Im Zuge der Gebietsreform in Niedersachsen, die am 1. März 1974 stattfand, schlossen sich die Ortschaften Cappel, Mulsum, Midlum, Padingbüttel, Dorum, Misselwarden und Wremen zur Samtgemeinde Land Wursten zusammen.
Zum 1. Januar 2015 bildeten die Samtgemeinde Land Wursten und die Gemeinde Nordholz die neue Gemeinde Wurster Nordseeküste im Landkreis Cuxhaven.

### Einwohnerentwicklung
| Jahr | Einwohner | Quelle |
| ---- | --------- | ------ |
| 1910 | 743       | [ 6 ]  |
| 1933 | 712       | [ 7 ]  |
| 1939 | 915       | [ 7 ]  |
| 1950 | 11620     | [ 8 ]  |
| 1956 | 918       | [ 8 ]  |
| 1973 | 729       | [ 9 ]  |
| 1975 | 0700 ¹    | [ 10 ] |
| 1980 | 0674 ¹    | [ 11 ] |

| Jahr | Einwohner | Quelle |
| ---- | --------- | ------ |
| 1985 | 719 ¹     | [ 11 ] |
| 1990 | 731 ¹     | [ 11 ] |
| 1995 | 695 ¹     | [ 11 ] |
| 2000 | 721 ¹     | [ 11 ] |
| 2005 | 750 ¹     | [ 11 ] |
| 2010 | 727 ¹     | [ 11 ] |
| 2014 | 703 ¹     | [ 11 ] |
| 2017 | 7050      | [ 1 ]  |

¹ jeweils zum 31. Dezember
|  |

## Politik

### Gemeinderat und Bürgermeister
Auf kommunaler Ebene wird Cappel vom Rat der Gemeinde Wurster Nordseeküste vertreten.

### Ortsvorsteher
Der Ortsvorsteher von Cappel ist Rolf Bohlen (SPD). Sein Stellvertreter ist Hauke Allers. Die Amtszeit läuft von 2016 bis 2021.

### Wappen
Der Entwurf des Kommunalwappens von Cappel stammt von dem Heraldiker und Wappenmaler Gustav Völker, der im Landkreis Cuxhaven an die 25 Wappen entworfen hat.
| Wappen von Cappel | Blasonierung: „In Blau auf grünem Hügel eine silberne Kirche mit goldenem Tor und goldenem Wetterhahn.“ |
| Wappen von Cappel | Wappenbegründung: Das Wappen deutet auf den Ortsnamen hin, der auf eine aus dem 13. Jahrhundert stammende Kapelle zurückzuführen ist. Der am Ende des 15. Jahrhunderts erbaute hohe Kirchturm diente früher auch als Seezeichen. |

## Kultur und Sehenswürdigkeiten

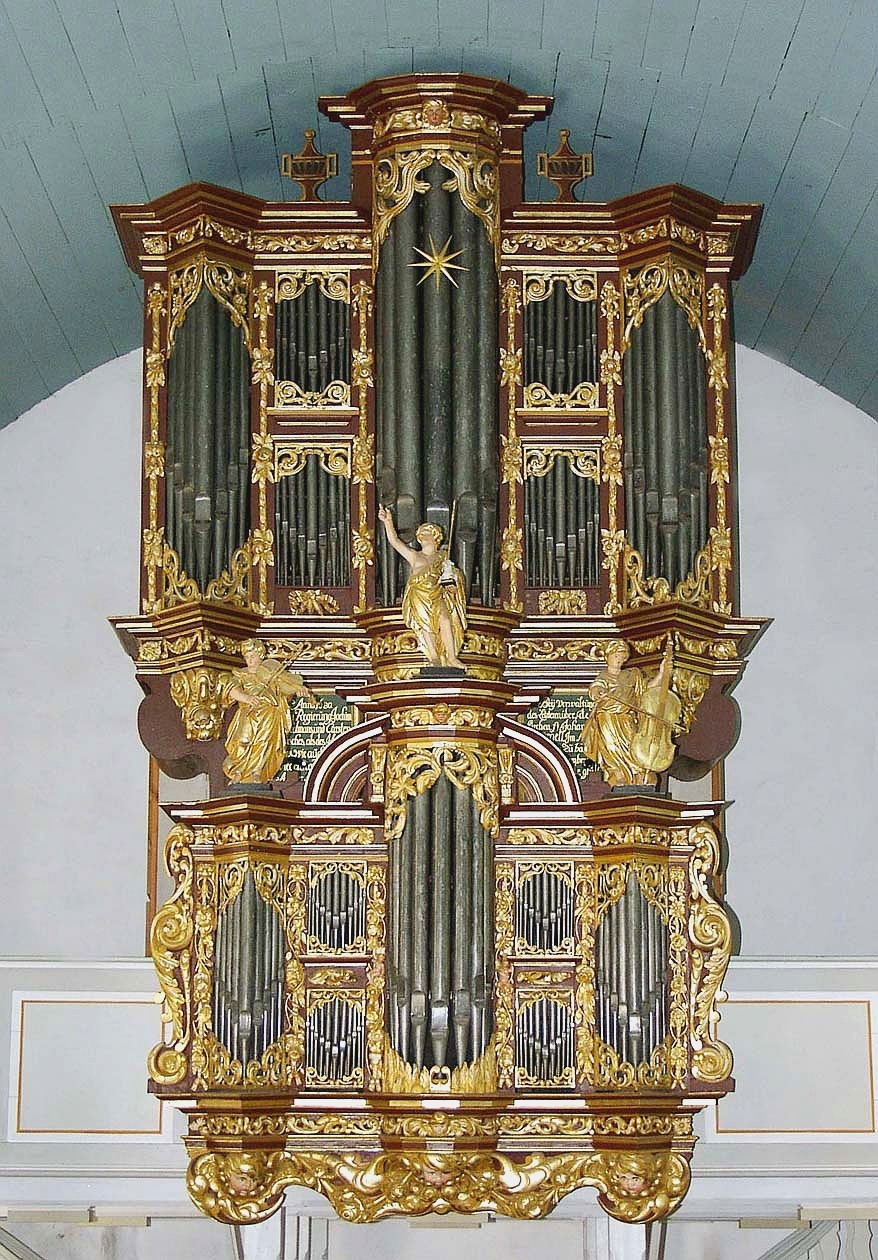
Schnitger-Orgel in Cappel

### Bauwerke
- Die St.-Peter-und-Paul-Kirche steht auf einer Kirchenwurt des 13. Jahrhunderts im Ortszentrum. Der im 15. Jahrhundert erbaute Kirchturm der im 12. Jahrhundert errichteten Kapelle wurde auch als Seezeichen für die Schiffe in der Wesermündung zur Nordsee gebraucht. Zu diesem Zweck trug der Turm der Kirche damals weiße Ringe. Das Kirchengebäude wurde im Dezember 1810 durch Brand zerstört und in den folgenden Jahren wieder aufgebaut.
- Die Orgel von St.-Peter-und-Paul wurde 1679/1680 von dem berühmten Orgelbaumeister Arp Schnitger erbaut und dient noch heute für Konzerte internationaler Künstler. Sie stammt ursprünglich aus der Klosterkirche St. Johannis in Hamburg und wurde nach der Brandzerstörung der ursprünglichen Orgel 1816 nach Cappel umgesetzt. Sie verfügt über 30 Register auf zwei Manualen und Pedal und gilt als eine der am besten erhaltenen Schnitger-Orgeln.

- Wohn- und Wirtschaftsgebäude Cappeler Niederstrich 17, im Kern von 1783 bzw. 1786, um 1930 umgebaut

### Vereine
- Förderverein Arp-Schnitger-Orgel
- Jagdgenossenschaft Cappel
- Schützenverein Cappel
- Singgruppe Cappel
- Sozialverband Cappel
- Theatergruppe Cappel
- TuS Cappel
- Freiwillige Feuerwehr

## Persönlichkeiten

### Söhne und Töchter des Ortes
- Ernst Friedrich Adickes (1811–1878), Politiker und Mitglied des Reichstages

### Personen, die mit dem Ort in Verbindung stehen
- Arp Schnitger (1648–1719), einer der berühmtesten Orgelbauer seiner Zeit und der Vollender der norddeutschen Barockorgel, er schuf 1680 die Orgel des Hamburger Dominikanerklosters St. Johannis, die 1816 nach Cappel überführt wurde
- Georg Wilhelm Wilhelmy (1748–1806), Orgelbauer in Nordhessen und später in Stade, er schuf von 1800 bis 1801 die Orgel der St.-Peter-und-Paul-Kirche, die 1810 einem Feuer zum Opfer fiel
- Johann Heinrich Wohlien (1779–1842), Altonaer Orgelbaumeister, er schuf 1816 die Verpackung der Arp-Schnitger-Orgel des Hamburger Dominikanerklosters St. Johannis für den Transport nach Cappel
- Johann Georg Wilhelm Wilhelmy (1781–1858), Orgelbauer in Stade, 1816 wurde die Arp-Schnitger-Orgel von ihm aus Hamburg nach Cappel überführt und wieder aufgebaut, 1846 folgte eine Reparatur
- Wilhelm Wieger alias Will Wieger (1890–1964), Maler, Zeichner, Illustrator und Grafiker, wohnte und wirkte von 1936 bis zu seinem Tode in Cappel-Altendeich[14][15]
- Paul Ott (1903–1991), Orgelbauer und Vertreter der Orgelbewegung des 20. Jahrhunderts, er führte von 1937 bis 1939 Instandsetzungen und Änderungen an der Arp-Schnitger-Orgel durch

## Sagen und Legenden
- Faust und der Teufel[16][17]
- Vom braven Pferdejungen[18]